# Þingvallavatn
A Þingvallavatn egy hasadéktó Délnyugat-Izlandon. 84 km²-es felületével Izland legnagyobb természetes tava. Legnagyobb mélysége 114 m. Az északi partján, Þingvellirnél (ami után a tó a nevét kapta) alapították az Alþingit, az izlandi parlamentet 930-ban.
A tó részben a Þingvellir Nemzeti Parkban fekszik. A szigeteinek vulkanikus eredete könnyen észrevehető. A tó körül törések húzódnak, ahol találkozik az Eurázsiai-lemez és az Észak-amerikai-lemez, melyek közül a leghíresebb az Almannagjá kanyon. A Silfra hasadék egy népszerű búvárkodási és szabadtüdős merülési helyszín. A tó egyetlen lefolyása a Sog.
Említésre méltó még, hogy a tavi szaibling négy fajtája is jelen van a tóban.